# Reichsvertretung der Deutschen Juden
Reichsvertretung der Deutschen Juden (pol. Delegacja Żydów Niemieckich w Rzeszy) – żydowska organizacja powołana do życia 17 września 1933. Miała ona reprezentować mniejszość żydowską oraz dbać o ich potrzeby w III Rzeszy. Przez cały okres działalności prezydentem organizacji był rabin Leo Baeck, a funkcję prezesa spełniał Otto Hirsch.
W 1935, poprzez ustawy norymberskie związek musiał przemianować siebie na Reichsvertretung der Juden in Deutschland. W 1943 związek został zdelegalizowany.